# Birtha József
Birtha József (Őr, 1877. május 23. – Debrecen, 1942. december 3.) református lelkész, nemzetgyűlési képviselő, kormánybiztos.

## Élete
A felső-szabolcsi Őrben született, a gimnáziumot Nyíregyházán, a teológiát Debrecenben (1895–1899) végezte. Hollandiai és németországi egyetemeken is tanult. 1901-től egy éven át a kolozsvári református kollégium helyettes vallástanára volt. 1902-től 1903-ig Őrön, Rohodon volt segédlelkész. 1903-tól lévai református lelkész lett. 1904-ben megházasodott, felesége Komoróczy Margit volt. Három gyermekük született, Zoltán, József és Margit, akik mindnyájan Léván jöttek a világra. 
Szolgálatával a legnagyobb és legerősebb gyülekezetek közé emelte a lévai egyházközösséget. Az ő nevéhez fűződik a Kálvin udvar felépítése (1908), a jelenlegi református gimnázium épületének a megvétele (1911), a Lévai Őrálló nevű társadalmi hetilap szerkesztése (1907–1919), a Protestáns Otthon Közművelődési Egyesület létrehozása (1912), a Hermes nyomda (1914) megalapítása. Több tanulmányt és könyvet jelentetett meg. Támogatta és segítette a háborúban elesett katonák özvegyeit és árváit. Tizenhat éven át volt lévai lelkész.
1919-ben részt vett a cseh megszállók elleni szervezkedésben, ezért a hatóságok internálták. Családjával együtt Budapestre menekült, ahol bekapcsolódott a politikai életbe. 1920-tól a Keresztény Nemzeti Egyesülés Pártja nemzetgyűlési képviselője, majd országos gyermekvédelmi kormánybiztos lett. Amerikai útja során (1924) végigjárta a magyar közösségeket, majd 1927-ben visszatért szülőföldjére, és az apagyi gyülekezet lelkésze lett.
1942-ben hunyt el Debrecenben. Sírja a városi köztemetőben található. Sírfelirata: „Légy hű mindhalálig és neked adom az élet koronáját!” (Jel 2,1)

## Megjelent írásai
- Tanulmány a Hollandiában tanuló református teológusokról. Kolozsvár, 1899?
- Elbeszélés Kálvin életéből Kolozsvár, 1901
- Egyházi beszédek gyermek istentiszteletre Léva, Schultz Ignácz ny. 1904
- Harcz az egy gyermekrendszer ellen, Léva, Schultz ny. 1904
- Egyházi beszéd a „Biblia vasárnapra” az angol bibliaterjesztő társaság száz éves fennállásának 1904. évi március 6-án tartott ünnepélyére. Léva, Schultz ny. 1904[2]
- Beszédek, A barsi ref. egyházmegye lelkészegyesületének népies kiadványai. Léva, Hermes, 1914
- Őrangyal: Imakönyv katonák és itthonmaradottak számára az 1914-1915 évi háború alkalmából. Léva, Hermes
- Háborús beszédek és imák: Tisztajövedelem a háborúban megvakult katonák javára fordíttatik. 1915 Hermes Léva
- Nagypéntek-húsvét, háborús egyházi beszédek Léva, Hermes, 1916[3]